# Aphanocephalus maculipennis
Aphanocephalus maculipennis là một loài bọ cánh cứng trong họ Discolomatidae. Loài này được Pal miêu tả khoa học năm 2000.